# YM2151

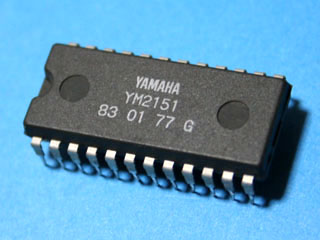
YM2151

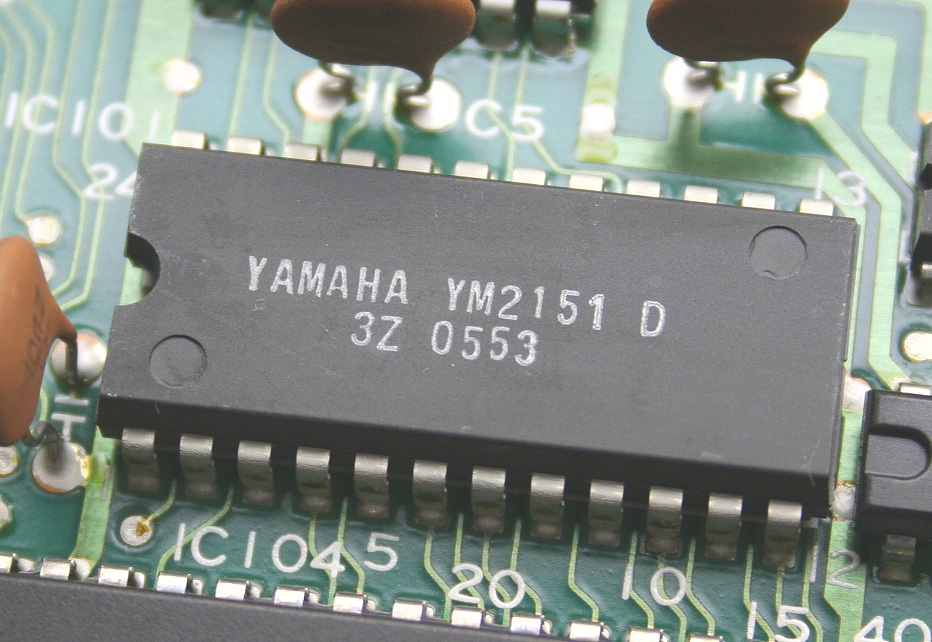
YM2151(初期の頃の表示)

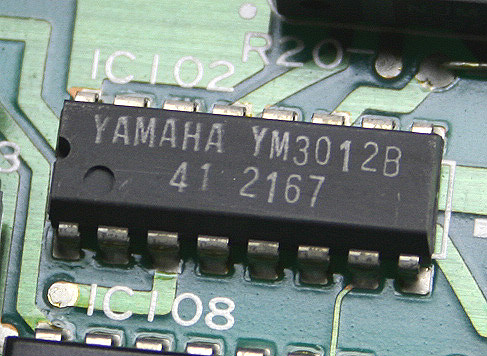
YM3012B(初期の頃の表示)

YM2151（FM Operator type - M、OPM）は1983年にヤマハ(正確には1983年当時はヤマハはブランド名で法人名は日本楽器製造であるが、当時も今も日本楽器製造よりもヤマハの名称が一般的である)が同社のMSXパソコン向けとして開発した4オペレータ、同時発音数8音のFM音源IC。同社製MSX専用シンセサイザー拡張ユニット「SFG-01（1983年）」に搭載された。
その後80年代中盤～90年代前半にかけて多くのアーケードゲーム基板に採用され、家庭用ではX1/X1turboシリーズの拡張ボード、それを内包したX1turboZシリーズ、X68000などに搭載された。パッケージは24ピンDIP。既に生産は終了している。
音声はデジタル出力であり、アナログに変換する際はステレオ対応D/AコンバータのYM3012、モノラル出力とする場合はYM3014などと組み合わせて使用する。
動作クロックとして本来は3.58MHzを与える仕様になっているが、X680x0シリーズでは4MHzが与えられていたように多少この値を外れていても動作した。この場合、本来とは違う音程の音を発声する。このような環境の場合、YM2151の内部レジスタに与える音程パラメーターを調整して本来の音程で発声させる必要がある。しかしこの音程の調整を行った場合、3.58MHzを与える環境で発声させた音と完全に同じ物が出力される保証はない。さらにコンピュータの周辺ICとしては異常に動作が遅く、プログラマは使用に苦戦した（YM2203も同様）
アーケードゲーム機ではマーブルマッドネス(1984年)に代表される米アタリのSystem I基板が初めて使用し、日本ではセガのシステム16をはじめX-BOARDやY-BOARD、ナムコ（後のバンダイナムコエンターテインメント）のシステム86、SYSTEM I、SYSTEM II、SYSTEM21、コナミ（後のコナミアミューズメント）のTWIN-16等アーケードゲーム機のシステム基板に多く搭載された。
一方、タイトーのサウンドチームZUNTATAの石川勝久は、同時発音数3音のYM2203と比べるとYM2151は高価だったため、扱う機会が限られていたと2024年のファミ通とのインタビューの中で話している。

## 使用された日本製アーケードゲーム
以下のリストは全てを網羅したものでは全くないため、注意されたし。
- ファンタジーゾーン
- カルテット
- SDI
- エイリアンシンドローム
- アレックスキッド
- テトリス
- ソニックブーム
- 獣王記
- ゴールデンアックス
- 忍 -SHINOBI-
- その他多数

以上、セガより発売。
- スカイキッドDX
- イシターの復活（ザ・リターン・オブ・イシター）
- 源平討魔伝
- ローリングサンダー
- サンダーセプター
- ドラゴンスピリット
- メルヘンメイズ
- 妖怪道中記
- ワルキューレの伝説
- オーダイン
- パックマニア
- ギャラガ'88
- バーニングフォース
- その他多数

以上、ナムコ（後のバンダイナムコエンターテインメント）より発売。
- 沙羅曼蛇
- ライフフォース
- WECル・マン24
- 魂斗羅
- SUPER魂斗羅
- 魔獣の王国
- A-JAX
- グラディウスII -GOFERの野望-
- グラディウスIII -伝説から神話へ-
- サンダークロス
- サンダークロスII
- トライゴン
- クォース
- 出たな!!ツインビー
- パロディウスだ! -神話からお笑いへ-
- その他多数

以上、コナミ（後のコナミアミューズメント）より発売。
- エリア88
- 戦場の狼II
- ストリートファイターII
- その他多数

以上、カプコンより発売。
- ラスタンサーガ[1]
- イグジーザス
- フルスロットル
- レインボーアイランド[1]
- オペレーションウルフ
- 飛鳥&飛鳥
- 大旋風
- カダッシュ[1]
- その他多数

以上、タイトーより発売。